# Go (1999)
Go is een Amerikaanse komische misdaad-thriller uit 1999 onder regie van Doug Liman hij is geschreven door John August. Hoofdrolspeelster Sarah Polley won hiervoor een Canadian Comedy Award. Zowel Polley als regisseur Liman werden daarnaast genomineerd voor onder meer een Independent Spirit Award. Evenals films als Pulp Fiction, Traffic en Babel bestaat Go uit verschillende verhaallijnen die in elkaar overlopen.

## Rolverdeling
| Acteur           | Personage              |
| ---------------- | ---------------------- |
| Katie Holmes     | Claire Montgomery      |
| Sarah Polley     | Ronna Martin           |
| Suzanne Krull    | Stringy Haired Woman   |
| Desmond Askew    | Simon Baines           |
| Nathan Bexton    | Mannie                 |
| Robert Peters    | Switterman             |
| Scott Wolf       | Adam                   |
| Jay Mohr         | Zack                   |
| Timothy Olyphant | Todd Gaines            |
| Jodi Bianca Wise | Ballerina Girl         |
| William Fichtner | Burke                  |
| Rita Bland       | Dancing Register Woman |
| Tony Denman      | Track Suit Guy         |
| Scott Hass       | Raver Dude             |
| Natasha Melnick  | Anorexic Girl          |
| Manu Intiraymi   | Skate Punk Guy         |
| Josh Paddock     | Spider Marine          |
| Taye Diggs       | Marcus                 |
| Breckin Meyer    | Tiny                   |
| James Duval      | Singh                  |

## Uitzendverleden
Nederland
- Mei 2004 op Veronica.
- 2 november 2005 op Veronica.
- 21 december 2010 op Comedy Central.

België
Niet bekend.